# Religia w Kole

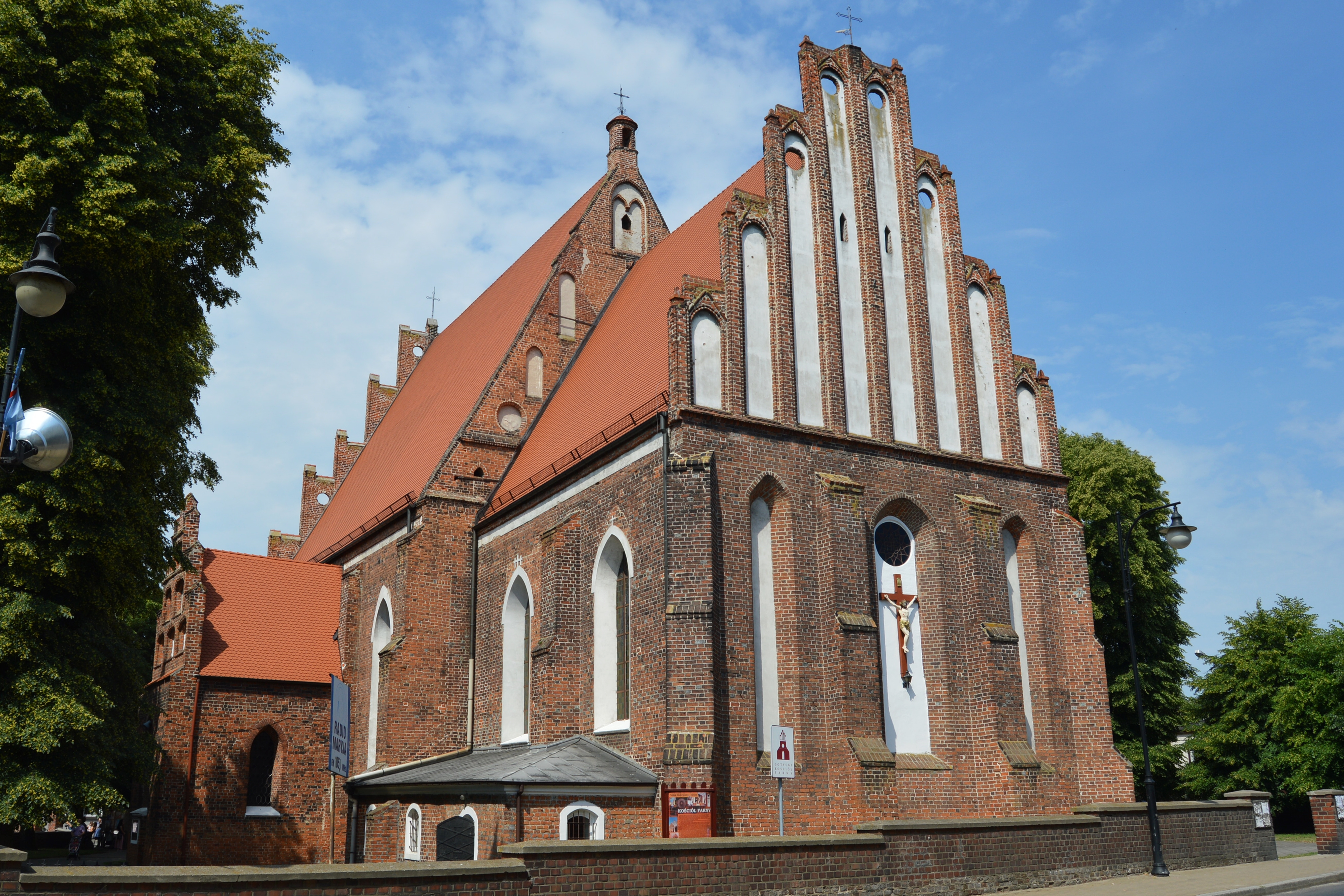
Kościół Podwyższenia Krzyża Świętego

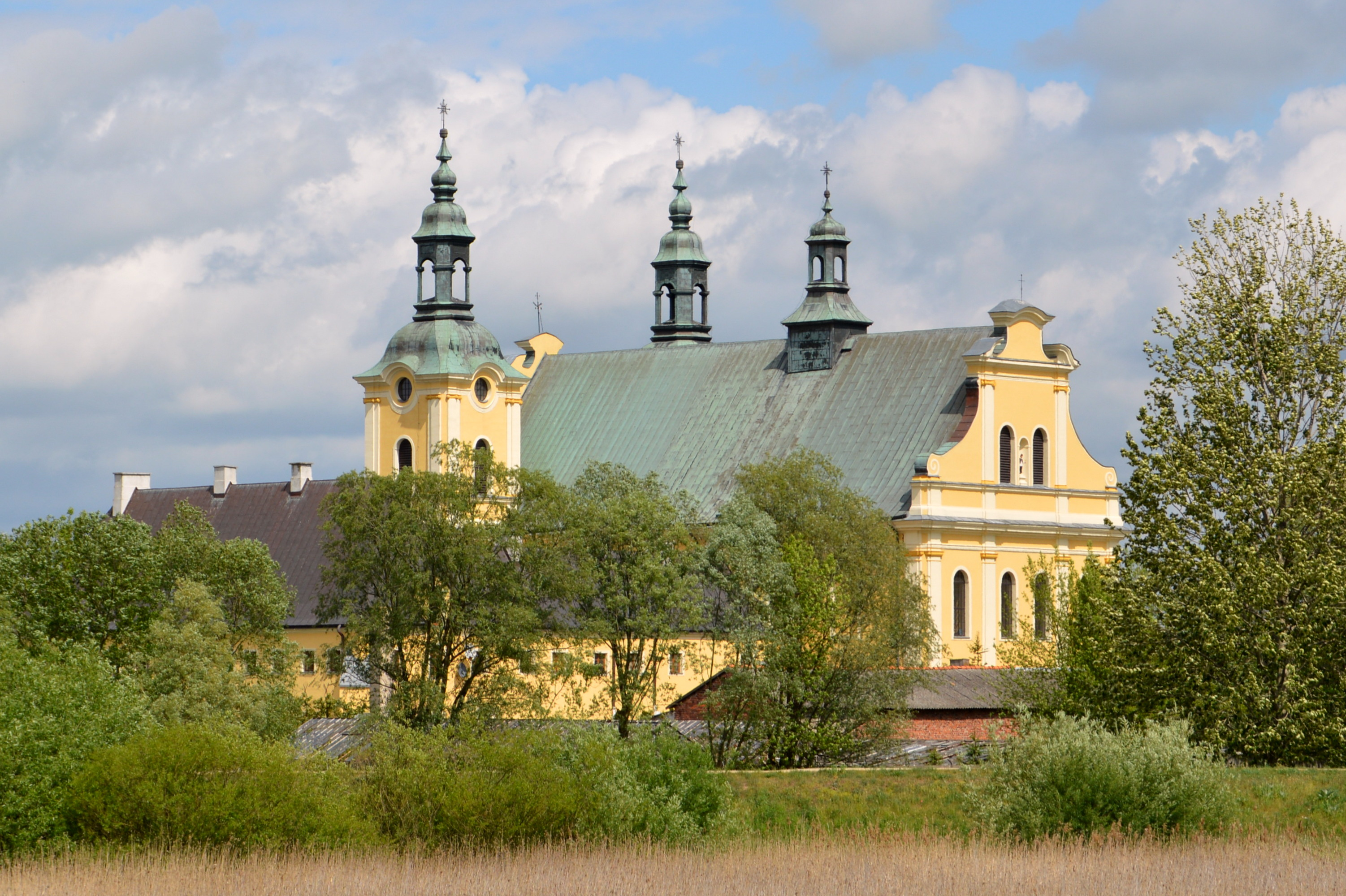
Kościół Nawiedzenia Najświętszej Maryi Panny i klasztor bernardynów

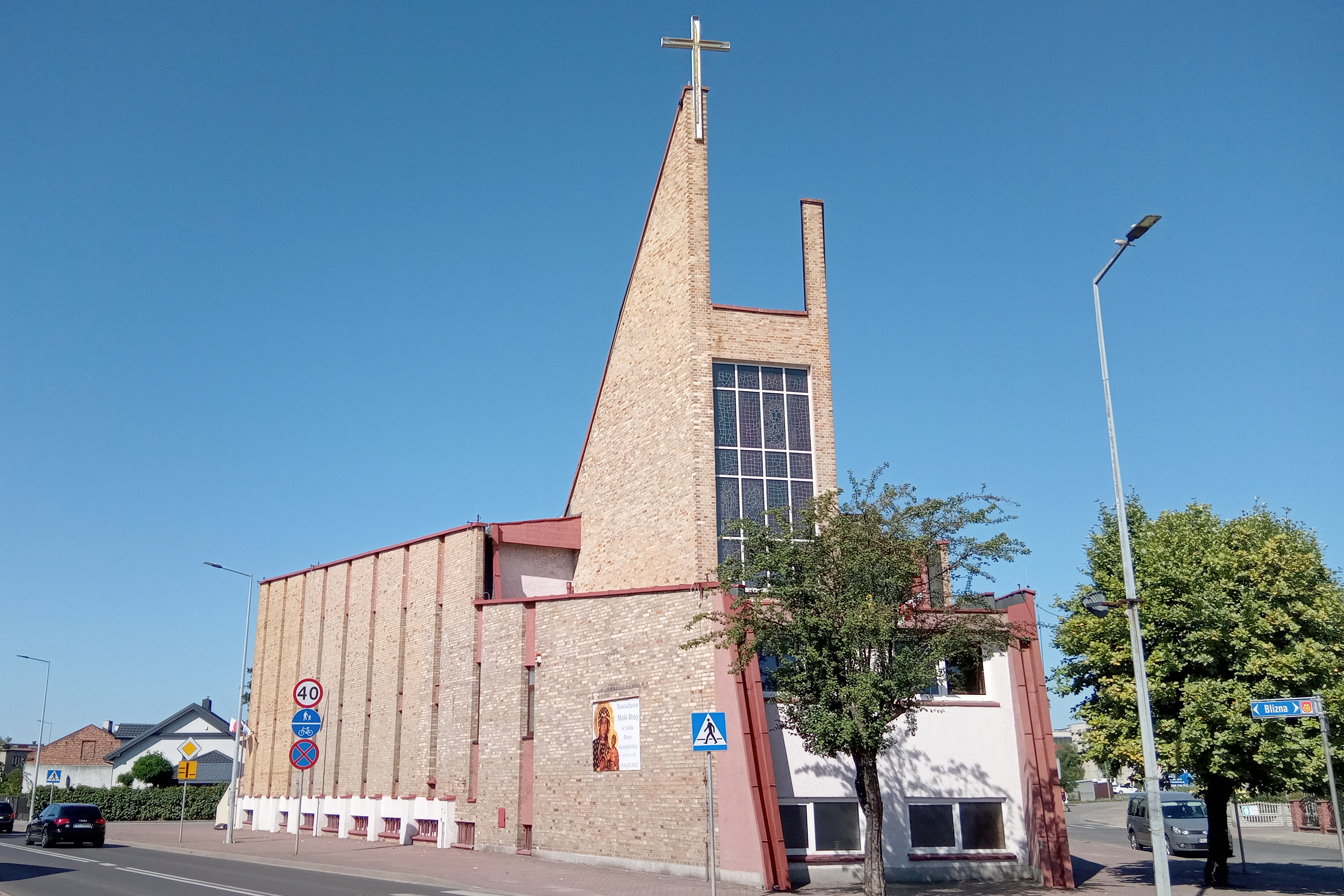
Kościół Matki Bożej Częstochowskiej

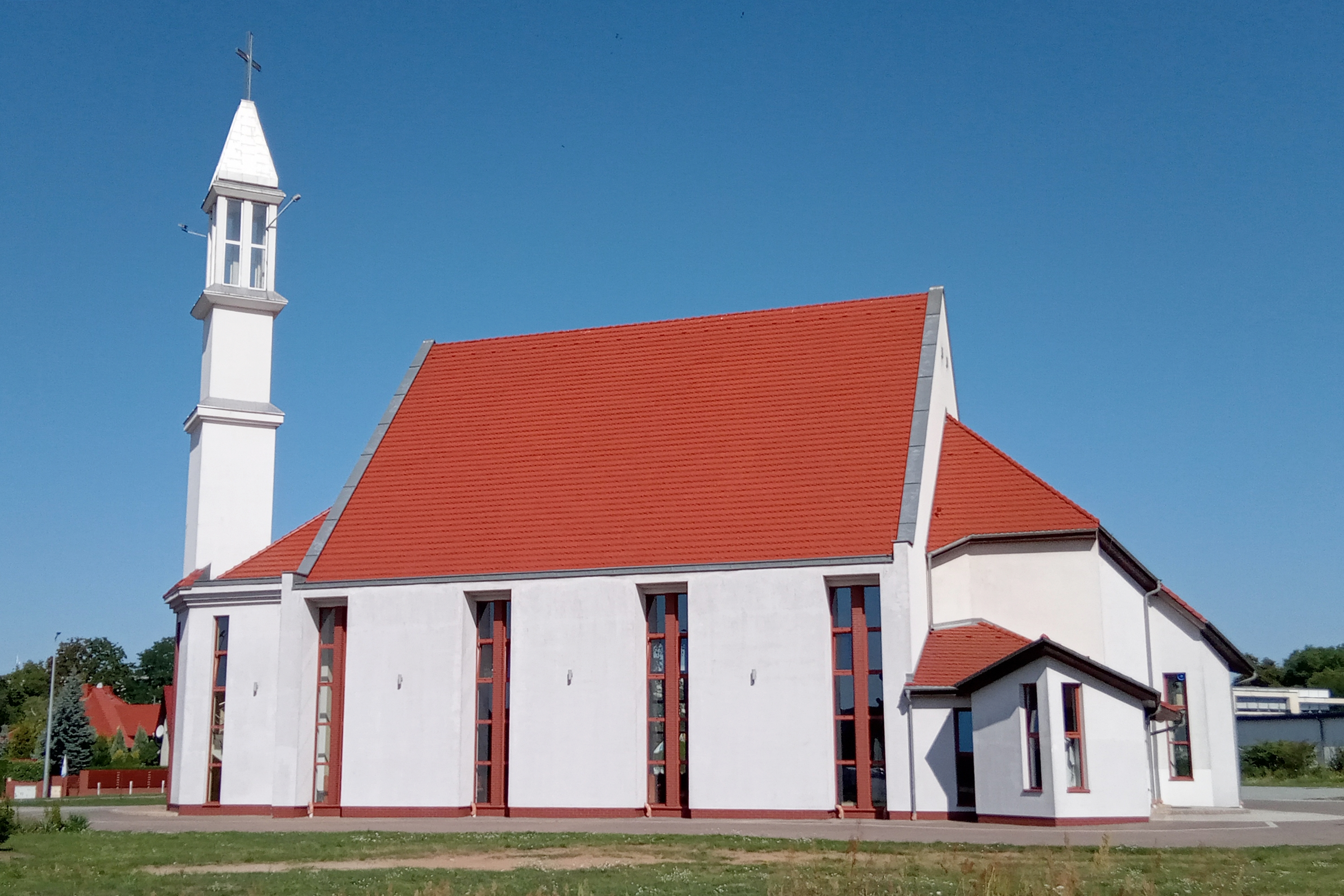
Kościół Świętego Bogumiła

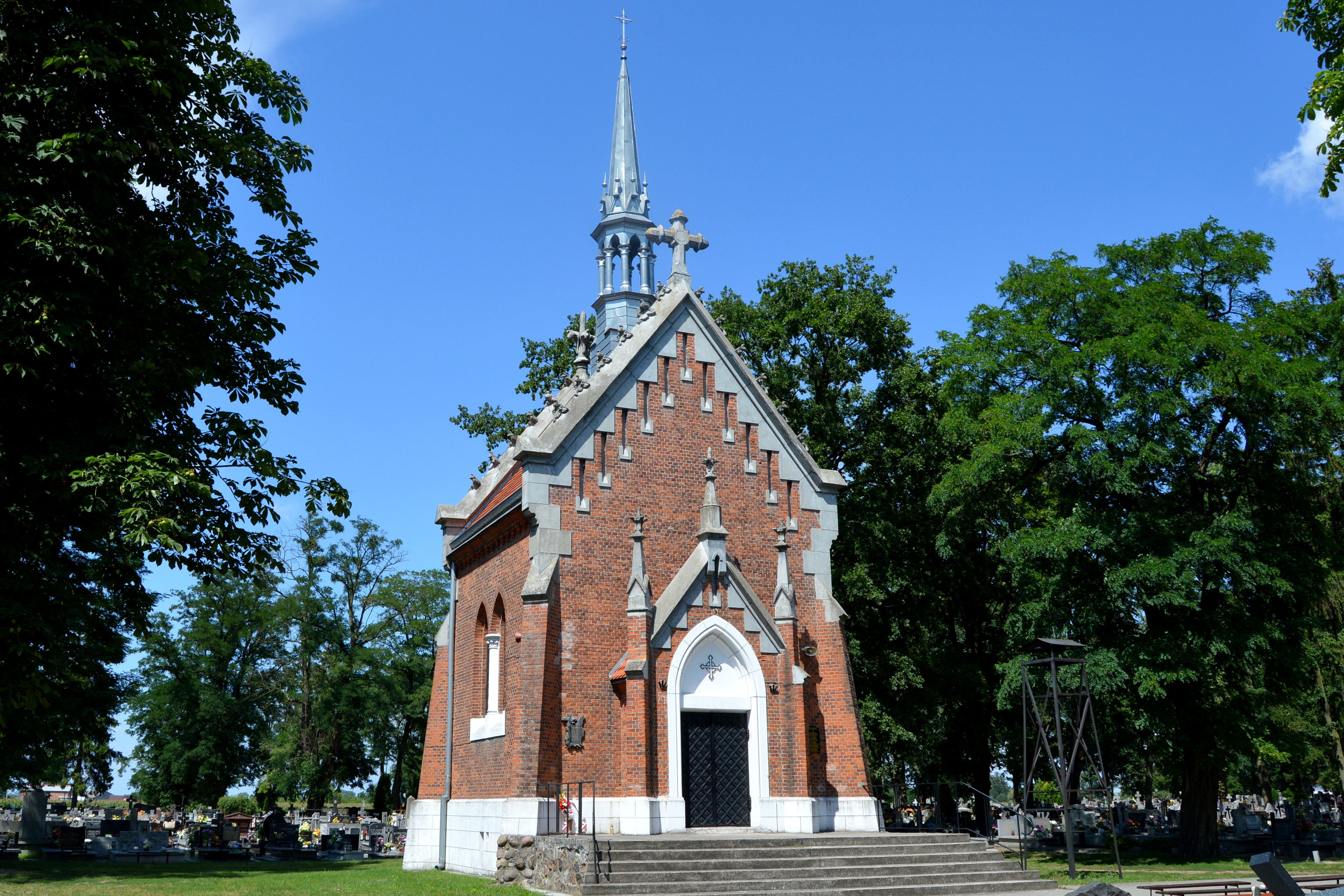
Kaplica Przemienienia Pańskiego

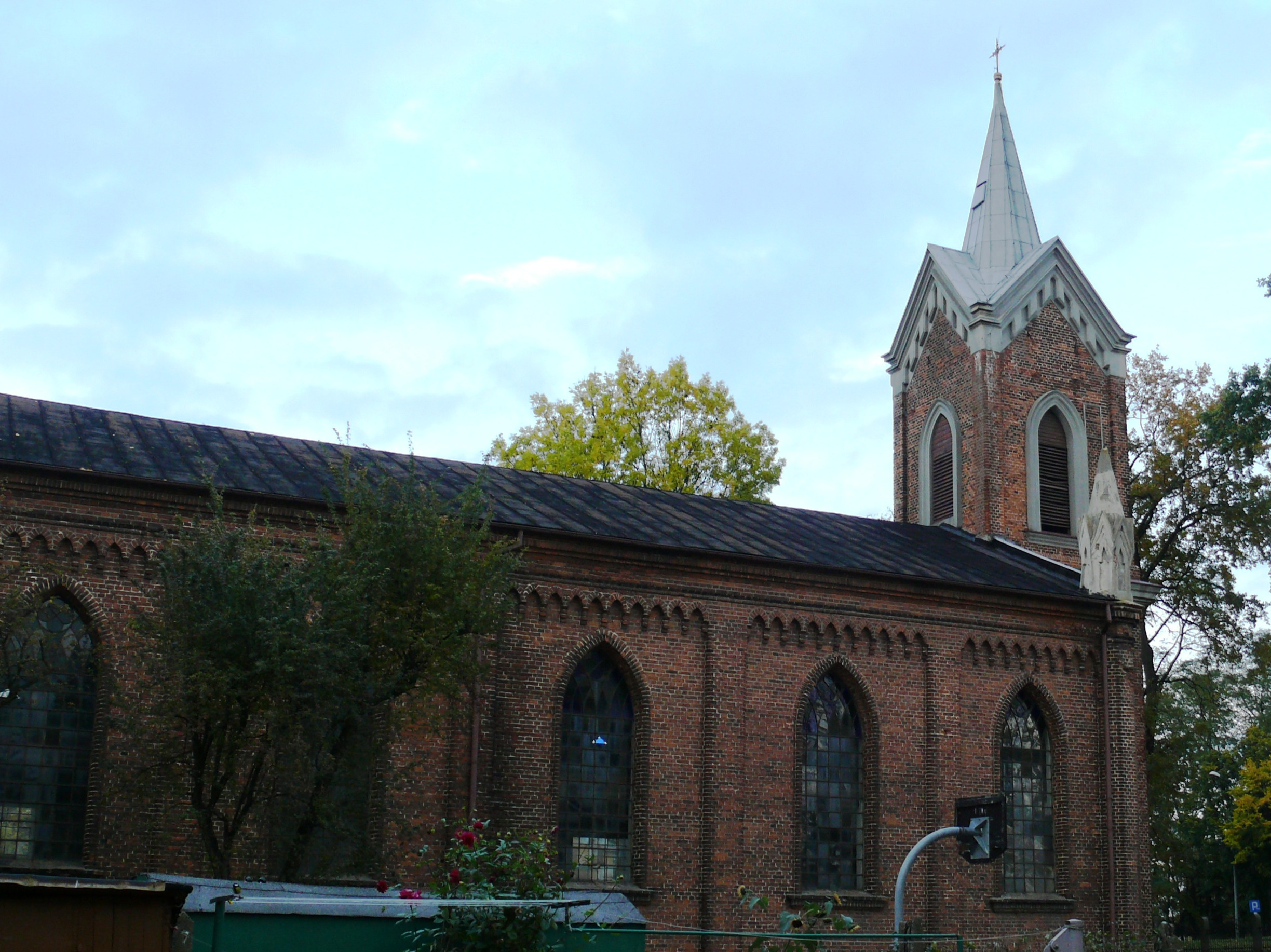
Kościół ewangelicko-augsburski

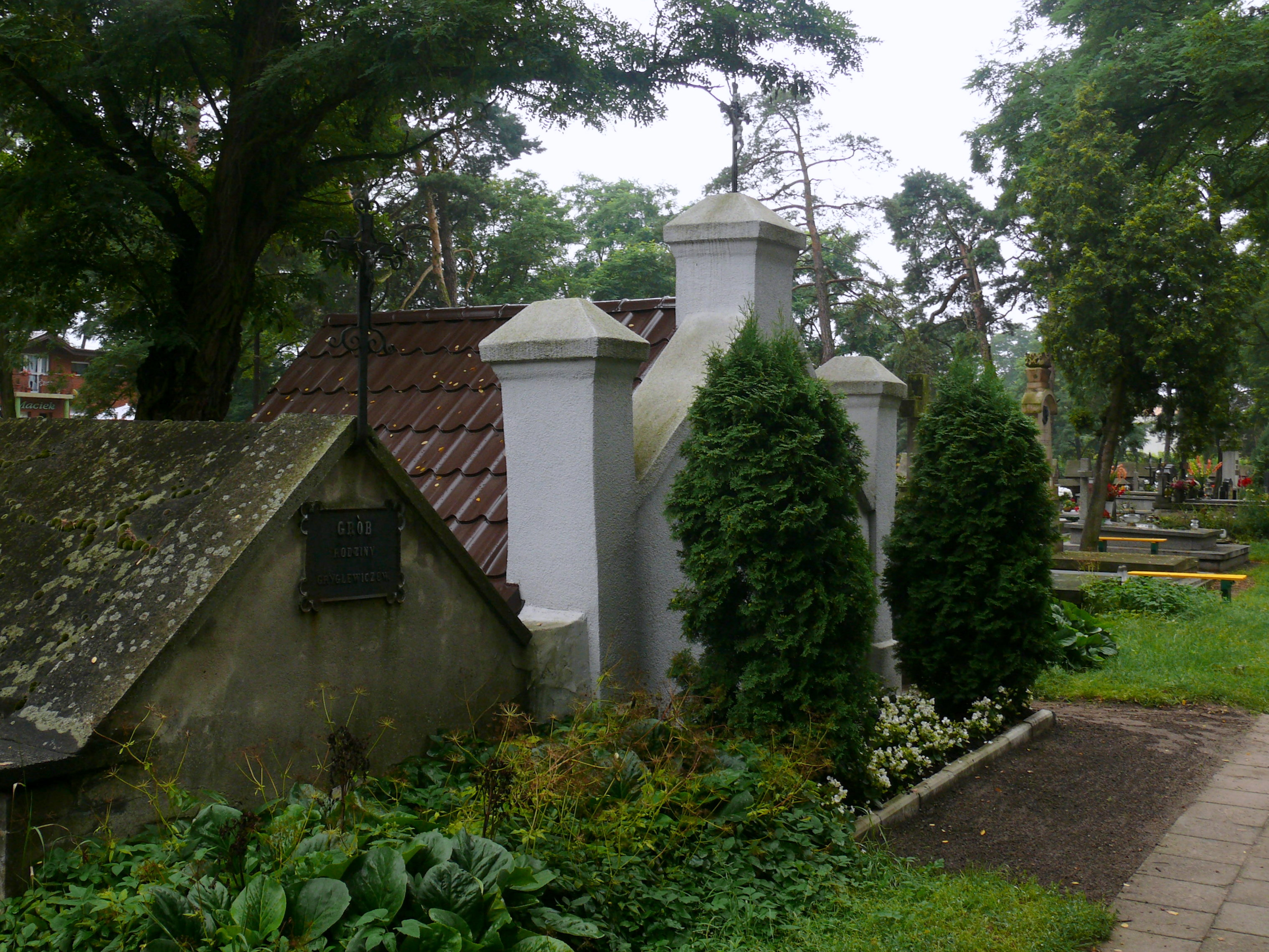
Cmentarz rzymskokatolicki

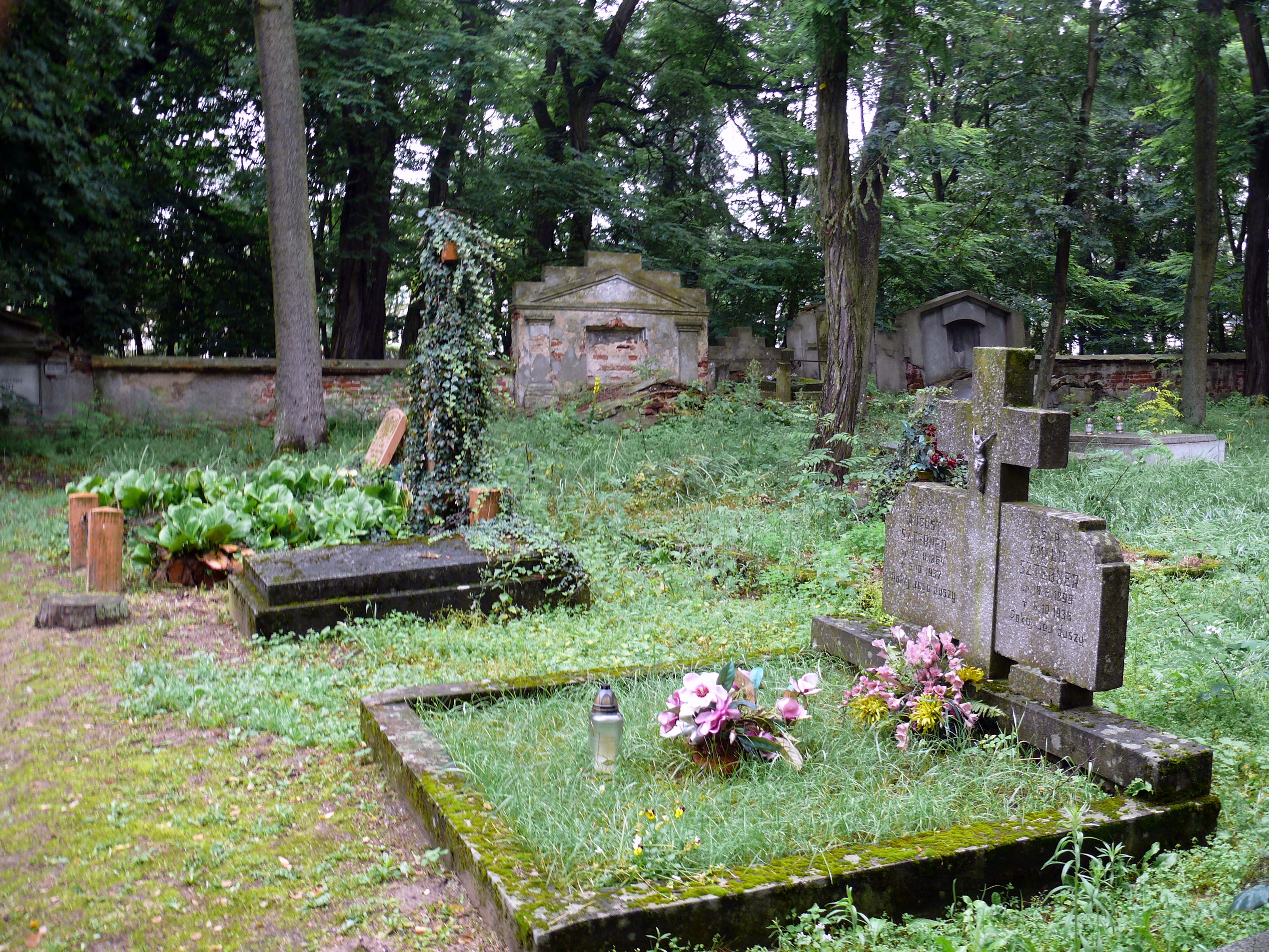
Cmentarz ewangelicki

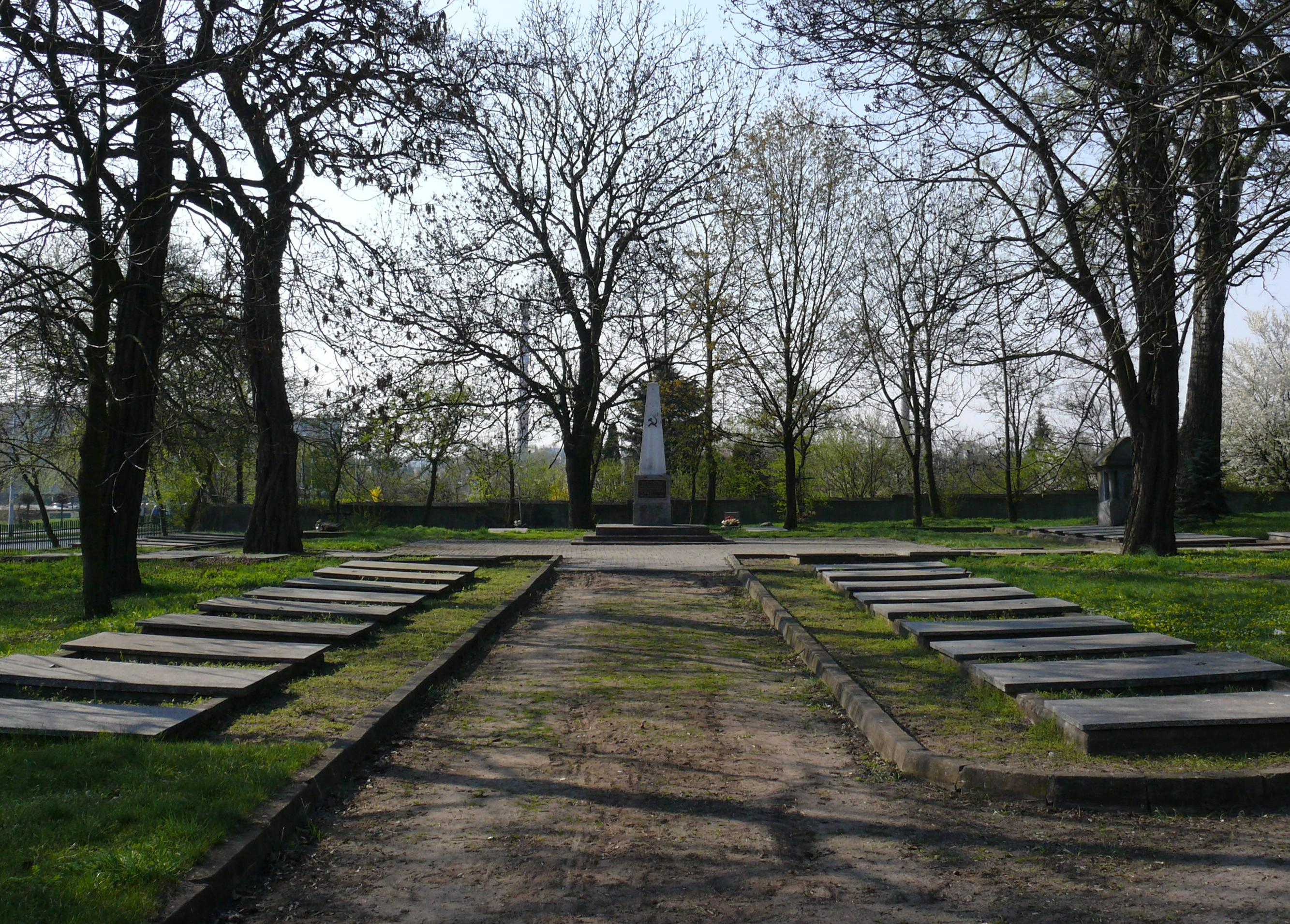
Cmentarz wojenny

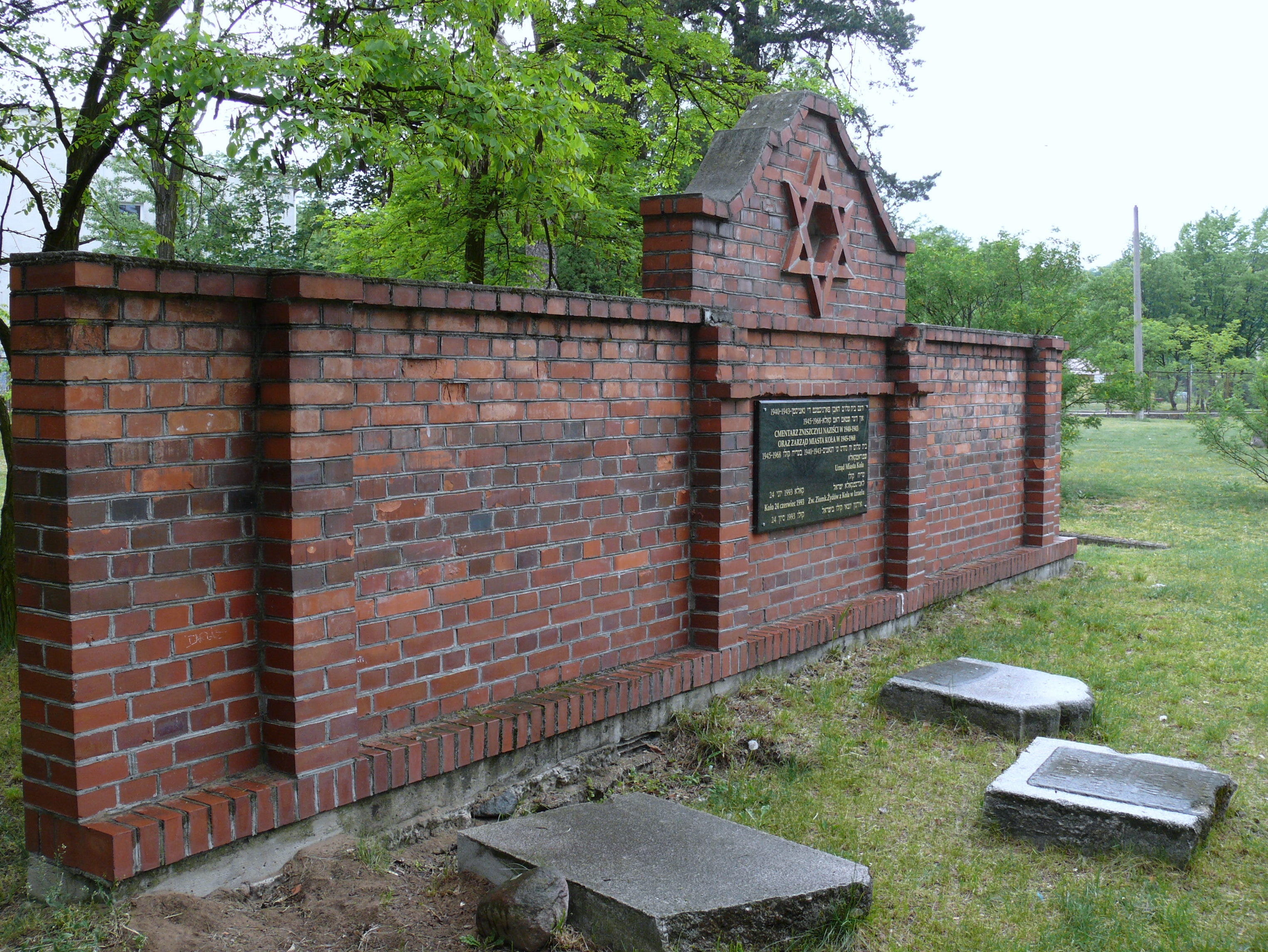
Pomnik na cmentarzu żydowskim

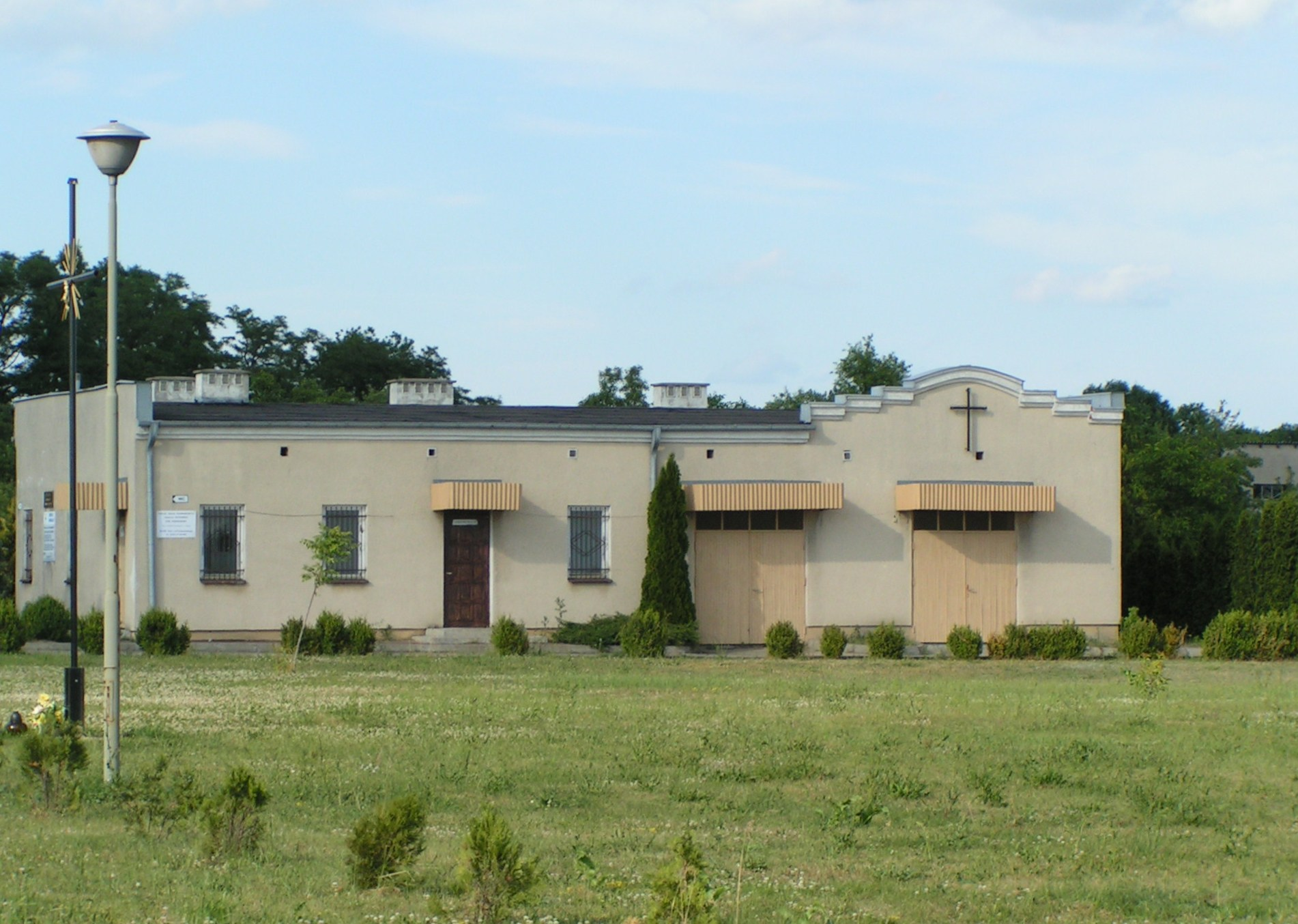
Kaplica na cmentarzu komunalnym w Leśnicy

Dominującym wyznaniem w Kole jest katolicyzm obrządku łacińskiego. W mieście znajduje się pięć świątyń (trzy parafialne) tego wyznania. Kolskie kościoły administracyjnie podlegają diecezji włocławskiej (dekanat kolski). W Kole także wyznawcy innych religii czynnie prowadzą swoją działalność, m.in. ewangelicy, Świadkowie Jehowy i zbory ewangelikalne.

## Kościół łaciński

### Kościół Podwyższenia Krzyża Świętego
Kościół farny Podwyższenia Krzyża Świętego to budowla gotycka wybudowana planie krzyża. Konsekrowana w 1409 r. Okna i wyposażenie kościoła jest neogotyckie. Świątynia wyróżnia się polichromią oraz cennymi działami sztuki. Wewnątrz na szczególną uwagę zasługują: oryginalna gotycka ambona, późnorenesansowe sakramentarium z piaskowca oraz gotycka płyta nagrobna starosty kolskiego Jana z Garbowa (zm. 1454), a także oryginalne sklepienie gwiaździste w prezbiterium.
W skład parafii wchodzi południowo-zachodnia część miasta (Stare Miasto, Przedmieście Kaliskie oraz zachodni fragment Przedmieścia Warszawskiego), wieś Dzierawy oraz wschodnia część Gozdowa. Liczy 10 000 wiernych. Odpust parafialny odbywa się w niedzielę najbliższą 14 września.

### Kościół bernardyński Nawiedzenia Najświętszej Maryi Panny
Przyklasztorny kościół Nawiedzenia Najświętszej Maryi Panny wybudowany został w latach 1773–1782 w stylu późnobarokowym. Posiada rokokowe wyposażenie wnętrza, m.in.: siedem ołtarzy architektonicznych, cztery konfesjonały, ambona, stalle zakonne. Późnorenesansowy nagrobek Stanisława Ruszkowskiego, epitafium Bartłomieja Wilczyńskiego. Świątynią opiekują się ojcowie bernardyni. Późnogotycki klasztor wybudowano pod koniec XV wieku.

### Kościół Matki Bożej Częstochowskiej
Kościół Matki Bożej Częstochowskiej wybudowany został na przełomie lat 70. i 80. XX wieku. Uroczysta konsekracja świątyni miała miejsce w 1981 r. Kościół wybudowany został na kształt barki. Wewnątrz, w ołtarzu głównym znajduje się witraż będący wotum wdzięczności za 600 lat królowania Matki Bożej nad Polską.
Parafia swoim zasięgiem obejmuje północne osiedla miasta (Przedmieście Warszawskie) i liczy 8000 wiernych. Uroczystości odpustowe mają miejsce 26 sierpnia. Od 2014 r. proboszczem jest ks. kanonik 

### Kościół Świętego Bogumiła
Kościół Świętego Bogumiła zaplanowany został na osiedlu Płaszczyzna. W 2003 r. wytoczono z parafii Podwyższenia Świętego Krzyża, ośrodek duszpasterski. Od 4 października 2005 r. stał się samodzielną parafią. Aktualnie trwają prace architektoniczne przy budowie świątyni. W skład parafii wchodzi osiedle Płaszczyzna oraz osiedle Nagórna, liczy 4000 parafian. Odpust odbywa się 10 czerwca.

### Kaplica Przemienienia Pańskiego
Kaplica Przemienienia Pańskiego wybudowana została na początku XX wieku na cmentarzu rzymskokatolickim w miejscu istniejącej wcześniej budowli gotyckiej. Budynek z wysoką, strzelistą wieżyczką wyróżnia się neogotycką architekturą. W podziemiach kaplicy znajdują się krypty grobowe kolskich duchownych. Uroczystości odpustowe odbywają się 6 sierpnia.

### Kościół i szpital Świętego Ducha
Kościół wraz z przylegającym do niego szpitalem istniał od XIV/XV wieku do 1846 roku. 

## Kościół Starokatolicki Mariawitów w RP
W mieście zamieszkują wierni Kościoła Starokatolickiego Mariawitów, którzy przynależą do parafii św. Mateusza Apostoła i Ewangelisty w Nowej Sobótce.

## Kościół Ewangelicko-Augsburski w RP
W latach 1903–1945 w Kole działała parafia Ewangelicko-Augsburska.
Budowę neogotyckiej świątyni pod wezwaniem Opatrzności Bożej zakończono w 1883 r. Wówczas także kościół został konsekrowany. Doszczętnie zniszczona przez okupanta niemieckiego w czasie II wojny światowej, później także przez władze ludowe. Wysiłkiem niewielkiego grona wyznawców przeprowadzono remonty zabezpieczające kościół. Dopiero od 1998 r. rozpoczęto gruntowne prace renowacyjne. W 2001 r. miała miejsce rekonsekracja świątyni. Budynek obecnie jest kościołem filialnym parafii w Koninie. Nabożeństwa odbywają się tutaj dwa razy w miesiącu.

## Kościoły ewangelikalne
W mieście działają także protestanckie wspólnoty o charakterze ewangelicznym. Należą do nich:
- Chrześcijańska Wspólnota Ewangeliczna – zbór w Kole[8]
- Kościół Boży w Chrystusie – zbór „Hosanna” z siedzibą przy ul. Ogrodowej 10 (nabożeństwa prowadzone są w budynku przy ul. Niezłomnych 5)[9]
- Kościół Chrześcijan Baptystów w RP – zbór w Kole z siedzibą przy ul. Sportowej 1[10]
- Kościół Wolnych Chrześcijan – zbór w Kole z siedzibą przy ul. 3 Maja 75[11]

## Świadkowie Jehowy
Działalność podjęto na początku lat 20. XX wieku. W połowie grudnia 1920 r. w trakcie działalności kaznodziejskiej prowadzonej w Kole i okolicach, w Czołowie zostali aresztowani, pochodzący z tej miejscowości Józef Szcześniak i Stanisław Wypych z Kaczkowic. Po dwudniowym areszcie zostali zwolnieni i otrzymali dozór policyjny. 19 sierpnia 1921 r. Jan Szczesiak złożył w starostwie kolskim prośbę o zezwolenie na otwarcie „domu modlitwy”. W 1928 r. działali tam kolporterzy Raczek i Stawicki. W Kole działalność prowadzą obecnie dwa zbory Świadków Jehowy (Koło-Wschód, Koło-Zachód). W 2009 r. oddano do użytku Salę Królestwa przy ulicy Piaski 13a.

## Judaizm
Żydzi w Kole pojawili się w XV wieku. Pod koniec XVIII wieku stanowili już znaczną część mieszkańców. W mieście zakładali własne organizacje i stowarzyszenia oraz szkoły. Zamieszkiwali głównie okolice Nowego Rynku. W mieście do 1945 r. działały dwie synagogi, znajdujące się w głębi starówki. Kolskich Żydów w 1939 r. zamknięto w getcie, a następnie wywieziono do obozu zagłady Kulmhof w Chełmnie nad Nerem.

## Cmentarze

### Cmentarz rzymskokatolicki
Położony jest na Przedmieściu Kaliskim przy ul. Poniatowskiego. Dokładna data założenia cmentarza parafialnego w Kole jest trudna do ustalenia. Dokumenty z 1811 r. informują, że pochówki zmarłych odbywają się na cmentarzu przy kościółku św. Wawrzyńca (znajdującego się w okolicach dzisiejszej kaplicy cmentarnej). W 1908 r. na cmentarzu ks. kanonik Edward Narkiewicz poświęcił kaplicę pod wezwaniem Przemienienia Pańskiego.
Na tej nekropolii pochowane jest kilkadziesiąt tysięcy zmarłych. Obecnie cmentarz zajmuje powierzchnię 3,46 ha. Jego właścicielem jest Kuria Diecezjalna we Włocławku, a użytkownikiem parafia Podwyższenia Krzyża Świętego. Na cmentarzu chowani są także zmarli katolicy z innych kolskich wspólnot.

### Cmentarz ewangelicki
Położony jest na Przedmieściu Kaliskim pomiędzy ulicami Poniatowskiego i Dąbrowskiego. Został założony wraz z powstaniem kościoła ewangelickiego w Kole w 1882 r. W dużej mierze jest miejscem spoczynku tutejszych luterańskich Niemców, choć parafia ewangelicka, która zarządza cmentarzem jest otwarta na pochówek osób każdego wyznania. Mimo stosunkowo niewielkiego obszaru, jaki zajmuje można tu spotkać ciekawe, różnorodne, nagrobki. W 1998 roku został wpisany do rejestru zabytków.

### Cmentarz wojenny
Znajduje się na Przedmieściu Warszawskim na rogu ulic Jana Pawła II i Poległych. Pochowani są tu polscy lotnicy z 1939 r. oraz żołnierze Armii Radzieckiej, którzy polegli w walce o Koło i okolice w styczniu 1945 r. Usytuowano tam dwa główne pomniki. Pierwszy dotyczy walki powietrznej nad Kołem 5 września 1939 r., w której zginęli dwaj młodzi polscy lotnicy. Drugi obiekt to pomnik – obelisk ze symbolem ówczesnego ZSRR – sierpem i młotem, oraz napisem: Cześć i chwała bohaterom Armii Radzieckiej, poległym w wyzwolenie miasta Koła i okolic w dniach 19–21 stycznia 1945 roku. W lutym 1997 r. pochowano tu także 13 ekshumowanych zwłok żołnierzy radzieckich ze Słupcy.

### Cmentarz żydowski
Usytuowany był na osiedlu Płaszczyzna między ulicami 3 Maja i Słowackiego. Obecnie jest to teren za domem kultury. Wielokrotnie profanowany przez władze lokalne i mieszkańców. W 1993 r. na pamiątkę istnienia usytuowano pomnik w postaci fragmentu muru z cegieł z umieszczoną na nim tablicą.

### Cmentarz komunalny
Usytuowany jest kilka kilometrów od centrum miasta w miejscowości Leśnica, po południowej stronie drogi do Grzegorzewa. Użytkowany jest przez mieszkańców Koła oraz miejscową parafię 108 Męczenników w Powierciu. Pierwsze groby pochodzą z 1992 r. Nekropolia położona jest na wzniesieniu, z którego rozciąga się widok na Koło i okolicę.

## Patroni miasta

### Błogosławiony Bogumił
Kult Bogumiła na ziemi kolskiej był obecny już w średniowieczu. Wynikało to głównie z tego, że Dobrów, w którym osiadł, zmarł i działał cuda, położony jest zaledwie kilka kilometrów na południe od Koła.
Decyzją papieża Jana Pawła II – na wniosek władz miasta oraz biskupa włocławskiego Bronisława Dembowskiego – 16 czerwca 1999 r. bł. Bogumił został oficjalnie uznany „patronum apud Deum civitatis v.d. Kolo” (patronem u Boga dla miasta Koła). Od tego czasu – wspomnienie liturgiczne (10 czerwca) obchodzone jest jako święto i tradycyjne zakończenie Dni Koła.
Od dawnych czasów jedna z ulic miejskich nosi nazwę „ulica Bogumiła”. Znajduje się na terenie osiedla Przedmieście Kaliskie i prowadzi w kierunku Dobrowa i Turku. Bogumił jest także uwieczniony na sztandarze miejskim, jego portret wisi też w sali obrad Rady Miejskiej. Rzeźba z jego podobizną, wykonana na początku XX wieku z piaskowca, umieszczona jest w prezbiterium kościoła Podwyższenia Krzyża Świętego. Jego portrety można spotkać także w wielu ulicznych kapliczkach.

### Święta Tekla
W szczególny sposób kult św. Tekli szerzyli bernardyni kolscy. Jednym z przejawów kultu był wzniesiony ku jej czci ołtarz. W 1782 r. na urząd prowincjała został wybrany Władysław Rostski. Mieszkając w klasztorze w Kole sprawował nadzór nad pracami remontowymi i w latach 1782–1789 powstał nowy ołtarz dedykowany św. Tekli wraz z jej wizerunkiem.
Kolejnym przejawem kultu świętej było zainicjowanie bractwa Świętej Tekli. Kanoniczną erekcję bractwa potwierdził papież Klemens XIV. Bractwo działało przy bernardyńskim kościele w Kole do 1864 r.
Innym przejawem kultu była jej ikonografia. Prawdopodobnie już w XVIII wieku mieszczanie kolscy w prywatnych domach posiadali portret świętej.